# CryoSat-2

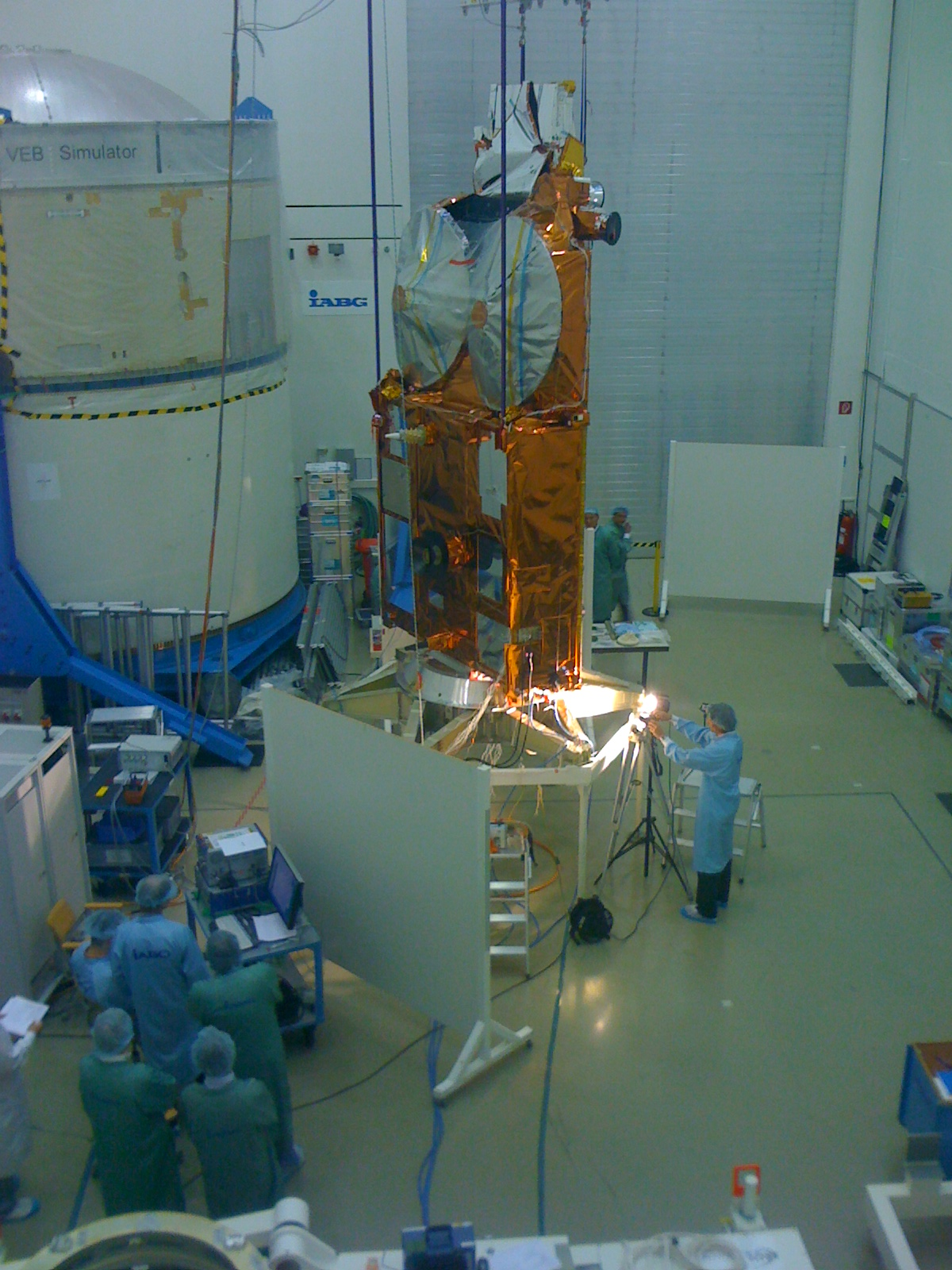
CryoSat-2 během testování

CryoSat-2 je sonda Evropské kosmické agentury určená k výzkumu životního prostředí. Odstartovala v roce 2010. Poskytuje vědcům údaje o polárních ledovcích a sleduje změnu tloušťky ledu s přesností až 1,3 centimetru.
CryoSat-2 byl postaven jako náhrada za CryoSat-1, jehož nosná raketa Rokot havarovala. Ve srovnání se svým předchůdcem má CryoSat-2 aktuálnější software, větší kapacitu baterie a modernější přístroje. Hlavní přístrojem je interferometrický radarový dálkoměr se dvěma anténami, které měří rozdíl výšky plovoucího ledu a otevřené vody.
CryoSat-2 je součástí programu CryoSat, který má za cíl studovat zemské polární čepičky a který je sám součástí projektu Living Planet. Satelit postavila společnost Astrium, start proběhl na nosné raketě Dněpr v dubnu 2010.

## Pozadí
Původní návrh na CryoSat byl předložen v roce 1998 v rámci projektu Living Planet. Projekt byl vybrán pro další studium roku 1999 a po dokončení studie proveditelnosti byla mise v roce 2001 povolena. O rok později získala firma Astrium smlouvu na stavbu satelitu. Smlouva byla rovněž podepsána s provozovatelem nosných raket Rokot.
Stavba původní družice byla dokončena v roce 2004. Následující rok byla sonda odeslána na kosmodrom a v říjnu 2005 proběhl start. Nicméně došlo k chybě v řízení rakety, která z důvodu špatného oddělení stupňů nedosáhla oběžné dráhy a sonda tak byla ztracena.
Vzhledem k významu satelitu pro pochopení globálních změn klimatu a úbytku ledovců bylo navrženo postavit náhradní satelit, což bylo schváleno v roce 2006.

## Vývoj
Stejně jako CryoSat-1 i CryoSat-2 postavila firma Asterium. Konstrukce a testování sondy bylo dokončeno v roce 2008 a v roce 2009 byla sonda připravena k letu.
Vzhledově je CryoSat-2 téměř přesnou kopií původní sondy, byly ale provedeny některé změny. Například byl přidán záložní výškoměr a dále bylo provedeno 85 různých zlepšení.

## Podpůrná měření
Od počátku projektu bylo jasné, že bude nutné provést sérii měření, aby bylo zřejmé jak probíhá interakce radarových vln s ledovci. Dále bylo potřeba prozkoumat chování plovoucích ledovců, zejména pokud jsou zatíženy sněhem. U plovoucích ledovců bylo rovněž potřeba vyvinout techniky umožňující přesná měření z ledovců pohybujících se různými směry a rychlostmi.
V roce 2007 byly na Antarktidě provedeny pokusy, které následně posloužily ke kalibraci satelitu. Další kalibrační pokusy následovaly v roce 2007 na Špicberkách a v roce 2008 v Grónsku.

## Finální přípravy
V době schválení mise v roce 2006 byl start naplánován na rok 2009 a bylo plánováno, že i CryoSat-2 pletí na raketě Rokot. Nicméně vzhledem k nedostatku těchto raket byla nakonec vybrána nosná raketa Dněpr. Vzhledem ke zpoždění předchozích misí došlo k odkladu startu na rok 2010.
V prosinci 2009 dorazila na kosmodrom raketa. V polovině ledna 2010 byla na špici rakety umístěna sonda a raketa byla přesunuta na místo startu.
Během závěrečného testování bylo zjištěno, že hlavní komunikační anténa vysílá jen nepatrný zlomek dat, která by měla vysílat. Sonda již byla umístěna na raketě, znamenalo by její rozebrání další výrazný odklad startu. Proto byli místní chirurgové požádáni, aby se závadu pokusili odstranit endoskopicky. To se jim povedlo a bylo zjištěno, že ve vlnovodu antény se nacházely feritové nečistoty.
Na počátku února byla sonda natankována a v polovině února proběhlo její poslední testování.

## Start
Start byl původně naplánován na 25. února a odpočítávání mělo začít 19. února. V průběhu odpočítávání ale došlo k odkladu z důvodu nedostatku záložního paliva manévrovacích motorů druhého stupně.
Následně bylo provedeno další testování a start byl naplánován na 8. dubna. 6. dubna začalo odpočítávání a 8. dubna přišel start rakety. Following a successful launch, Ten byl tentokrát úspěšný, sonda dosáhla nízké oběžné dráhy. První signály ze satelitu registrovala 17 minut po startu pozemní stanice v Keni.

## Mise
CryoSat-2 má za úkol měření polárních čepiček a tloušťky ledu.
Primárním nástrojem satelitu je interferometrický radarový výškoměr SIRAL-2, který měří pomocí radaru výšku ledu a výšku kosmické lodi s přesností až 1,3 centimetru. Satelit má dva tyto výškoměry pro případ selhání jednoho z nich.
Druhý nástroj zvaný DORIS se používá k přesnému určení oběžné dráhy kosmické lodi. Satelit má na palubě také retroreflektory, které umožňují provádět zpětná měření k ověření výsledků DORIS.
CryoSat-2 se nachází na nízké oběžné dráze s perigeem ve výšce 720 kilometrů a apogeem ve výšce 732 kilometrů, oběžná dráha má sklon 92 stupňů k rovníku. Oběžná doba satelitu je 99 minut. Sonda má hmotnost 720 kilogramů a mise měla trvat nejméně 3 roky.
Startovní a první fáze na orbitě byla dokončena 11. dubna, následovala aktivace přístrojů. Krátce na to sonda odeslal první vědecká data. Orbitální testování skončilo v říjnu 2010, ukázalo se, že sonda je v pořádku a je připravena na plný provoz.